# Rahmenkollektivvertrag für die Beschäftigten der Deutschen Reichsbahn
Der RKV DR war ein Tarifvertrag zwischen der für die Eisenbahn zuständigen Gewerkschaft und der Deutschen Reichsbahn. Er galt von 1951 bis 1990 und erfuhr zahlreiche Änderungen.

## Tarifparteien
Der erste RKV DR datiert von 1951, abgeschlossen zwischen der Generaldirektion der Deutschen Reichsbahn und dem Zentralvorstand der Industriegewerkschaft Eisenbahn.
Am 20. Mai 1960 wurde die Neufassung des RKV DR zwischen beiden Tarifparteien abgeschlossen (Registriernummer 40/60, Provenienz: Komitee für Arbeit und Löhne, später Ministerium für Verkehrswesen (MfV), 1954–1990 aktenführende Organisationseinheit: Arbeit und Löhne).
1963 ging die IG Eisenbahn in die Industriegewerkschaft Transport und Nachrichtenwesen innerhalb des Freien Deutschen Gewerkschaftsbundes (FDGB) auf.
Am 27. Juli 1978 unterzeichneten die IG Transport- und Nachrichtenwesen und das Ministerium für Verkehrswesen der DDR den Neudruck des RKV DR in der Fassung des 43. Nachtrages vom 22. Juli 1978 (Tarifregister Nr. 203/78).
Dem RKV nachgeordnet wurden in den Betrieben und Dienststellen der Deutschen Reichsbahn die Betriebskollektivverträge (BKV) zwischen dem Dienststellen- bzw. Betriebsleiter und der Betriebsgewerkschaftsleitung (BGL) abgeschlossen.
Der RKV und die nachgeordneten BKV im Arbeitsrecht der DDR sind wegen der arbeitsrechtlichen und politischen Unterschiede zwischen den entgegengesetzten Systemen der sozialistischen Planwirtschaft und der freien Marktwirtschaft im bundesdeutschen Tarifgefüge nicht gleichzusetzen mit einem Manteltarifvertrag und nachgeordneten Tarifverträgen.

## Inhalt in der Fassung des 43. Nachtrags

### Geltungsbereich
Der RKV galt für alle in einem Arbeitsrechts- oder Berufsausbildungsverhältnis stehenden Beschäftigten der Deutschen Reichsbahn.
Der RKV in der Fassung des 43. Nachtrages galt nicht für Beschäftigte und Auszubildende der DR mit Wohnsitz in Westberlin und in folgenden speziellen zur DR gehörenden Dienststellen, Betrieben und Einrichtungen:
- Ingenieurbaubetriebe
- Werk für Gleisbaumechanik und Weichenwerk in Brandenburg an der Havel des Bereiches Eisenbahnbau
- Reichsbahnausbesserungswerke (Raw)
- Kraftwagenausbesserungswerk Greifswald

### Vertragskapitel
1. Kapitel: Grundsätze und Inhalt des Arbeitsrechtsverhältnisses (§§ 1–2)
2. Kapitel: Arbeitszeitregelung (§ 3)
3. Kapitel: Lohngestaltung (§ 4)
4. Kapitel: Tariflohn (§§ 5–12)
5. Kapitel: Lohnformen (§ 13)
6. Kapitel: Lohnzuschläge (§§ 14–17)
7. Kapitel: Lohnausgleichzahlungen (§§ 18–26)
8. Kapitel: Entschädigungen und Erstattungen (§§ 27–32)
9. Kapitel: Belohnung der Eisenbahner für treue Dienste (§§ 33–35)
10. Kapitel: Sozialistische Arbeitsdisziplin (§§ 36–37)
11. Kapitel: Erholungsurlaub (§ 38)
12. Kapitel: Freifahrt für persönliche Zwecke (§ 39)
13. Kapitel: Uniformordnung (§ 40)
14. Kapitel: Versorgung der Eisenbahner und Schlußbestimmungen (§§ 41–45)

### Anlagen
1. Grundsätze über die Rangklassenbewertung wurde 1978 außer Kraft gesetzt
2. Katalog der Zuschläge für Arbeitserschwernisse
3. Versorgungsordnung der DR
4. Vereinbarungen ... für Beschäftigte der DR in Betrieben und Einrichtungen des Eisenbahnbaus
5. Vereinbarung zum RKV über die Zahlung von Lohnausgleichsbeträgen vom 20. Mai 1960
6. Urlaubskatalog
7. Vereinbarung ... für Beschäftigte der DR in den Raw
8. ab 1979 außer Kraft gesetzt und durch einen eigenständigen "RKV über die Arbeits- und Lohnbedingungen der Lehrkräfte des theoretischen Unterrichts und der Erzieher in den betrieblichen Einrichtungen der Berufsbildung" ersetzt
9. Katalog der Stellenzulagen im Bereich Eisenbahntransport

### Protokollerklärungen (Auswahl)
- Protokollerklärung zur Ortsklassenregelung im Bezirk Groß-Berlin vom 04. Juni 1952 wurde mit dem 43. Nachtrag außer Kraft gesetzt
- Protokollerklärung zur Zahlung von Ausgleichszahlungen in Groß-Berlin vom 11. Juni 1951 wurde mit dem 43. Nachtrag außer Kraft gesetzt
- Protokollerklärung Nr. 4 findet für die im Teil I des 42. Nachtrags vom 27. Juli 1978 genannten Beschäftigten keine Anwendung mehr.

### Anhänge
Der Anhang zum RKV DR war nach dem Inhaltsverzeichnis des Neudruckes aus den vorhandenen Unterlagen zu entnehmen (S. 3).

## Nachträge zum RKV DR (Auswahl)
1 - Lohn- und arbeitsrechtliche Bestimmungen für Kraftfahrer vom 8. Mai 1968
7 - Arbeits- und lohnrechtliche Bestimmungen im Eisenbahnbau vom 10. Dezember 1981
13 - vom 30. Januar 1968 (Tarifregister 24/68)
14 - Entlohnung der Fachkräfte der Datenverarbeitung
21 - von 1971 (Tarifregister Nr. 136/71)
22 - Regelungen zum Geltungsbereich, Lohngestaltung, Tariflohn, Dienstranggehalt, Katalog für Zuschläge und Erschwernisse, zu Anlagen 5 und 6. vom 5. März 1971
31 - vom 30. Mai 1973 (Tarifregister Nr. 56/73)
32 - Regelungen zu §§ 7 und 9 der Versorgungsordnung der DR vom 7. November 1973
42 - Nachtrag vom 27. Juli 1978 beinhaltete im
- Teil I die Anwendung des Wirtschaftszweiggruppenkatalogs (WLK) und Gehaltsgruppenkatalogs (GGK) für Produktionsarbeiter im Eisenbahntransport mit dem Qualifikationsmerkmal "op" (für operativ), für Meister mit "M" gekennzeichneten Arbeitsaufgaben und für Hoch- und Fachschulkader mit dem Qualifikationsmerkmal "HF"

- Teil II Änderung und Ergänzung zum 22. Nachtrag des RKV

- Teil III Schlußbestimmungen, In- und Außerkrafttreten von Anlagen

43 - Neudruck mit Außerkrafttreten einzelner vorhergehender Regelungen und gleichzeitigem Inkrafttreten der Anlagen:
- Anlage 1 Katalog der Gehaltszulagen für Beschäftigte des Bereiches Eisenbahntransport

- Anlage 2a Katalog der Qualifikationsmerkmale Bereich Eisenbahntransport

- Anlage 2b Vereinbarung über die Zuordnung der Arbeitsaufgaben des Bdereiches Eisenbahntransport, deren Qualifikationsmerkmale vorerst unverändert bleiben, zu den neuen Tariftabellen

- Anlage 3 Abweichende Regelungen zum § 8 in der Fassung des 42. Nachtrages

44 - Änderungen und Ergänzungen der Eingruppierungsunterlagen für die Beschäftigten des Bereiches Eisenbahntransport
45 - vom 10. Dezember 1981 mit Änderungen in den § 3 Grundsätze der Arbeitszeitgestaltung und § 20 Warte- und Stillstandszeiten
46 - Qualitätshandbuch (QHB), Teil B / Hoch- und Fachschulkader (HF-Kader)
47 - Vergütung von Dienstbereitschaft
48 - Dispatcherdienst
49 - Qualifizierungs- und Leistungszuschläge
50 - vom 24. September 1986 mit Änderungen im § 3 Grundsätze der Arbeitszeitgestaltung (Reg.-Nr. 233/86)
51 - vom 21. April 1987 mit Änderungen im § 8 Dienstranggehalt (Reg.-Nr. 88/87)